# Yang Asha de Guizhou
Yang Asha de Guizhou (escrito también Yang'asha) es una estatua que representa a Yang Asha, la legendaria diosa de la belleza de la etnia Miao, ubicada en Jianhe, China. Su construcción finalizó en 2017. Mide 66 metros  de altura y se apoya sobre una base de 22 metros de altura, lo que eleva la altura total del monumento a 88 metros. En 2019, era la vigésima segunda estatua más grande del mundo.[cita requerida]
La figura es de la de una mujer de bellos rasgos, que viste un traje de plata típico de las tradiciones del pueblo Miao, indumentaria ceremonial que se compone de diversas piezas elaboradas en plata; para lo que se utilizó grandes planchas de acero inoxidable para dotar de un gran brillo a la estatua. Además se la representa ataviada con joyería y bisutería tradicional, collares, coronas y cuernos; y una mariposa de oro en la palma de su mano, simbolizando el recuerdo de los seres queridos.
La leyenda relata que Yang Asha nació en las aguas de un lago, del cual emergió rodeada de mariposas, en una escena de tal belleza, que tanto el Sol como la Luna acabaron enamorados de la hermosa joven. Una leyenda que forma parte de la cultura Miao, incluida en la lista del Patrimonio Cultural Inmaterial por la Unesco.